# Phrurotimpus mateonus
Phrurotimpus mateonus is een spinnensoort uit de familie van de Phrurolithidae.
De wetenschappelijke naam van de soort werd in 1930 als Phrurolithus mateonus gepubliceerd door Ralph Vary Chamberlin & Willis John Gertsch.